# 김영진 (필드하키 선수)
김영진(1984년 8월 29일 ~ )은 대한민국의 필드하키 선수이며 성남시청 소속이다.

## 학력
- 한국체육대학교 졸업

## 경력
- 2010년 아시안 게임 남자 하키 국가대표
- 2012년 하계 올림픽 남자 하키 국가대표
- 2014년 아시안 게임 남자 하키 국가대표

## 수상
- 2009년 동해시장배 국제 대학실업 하키대회 남자일반부 우승
- 2010년 전국종별하키선수권대회 남자일반부 우승
- 2014년 아시안 게임 남자 하키 동메달